# 華興溪
華興溪，舊名石龜溪、到孔山溪，是臺灣的一條河川，為北港溪的二級支流。當前以之為雲林縣、嘉義縣的其中一條界河。其水源主要供嘉義大林地區使用。
華興溪發源於嘉義縣梅山鄉二尖山西南側，向西流至梅山聚落東北側成為嘉義縣與雲林縣的界河，至大林鎮竹圍聚落轉西南流入嘉義縣境內，成為大林鎮與溪口鄉的界河，至溪口聚落東側注入三疊溪。

## 水系主要河川
以下由河口至源頭列出水系主要河川，其中粗體字為主流河道：
- 華興溪（舊名石龜溪、到孔山溪）：嘉義縣溪口鄉、大林鎮、雲林縣大埤鄉、斗南鎮、古坑鄉、嘉義縣梅山鄉
  - 早知溪：嘉義縣大林鎮
  - 番尾坑溪：雲林縣古坑鄉